# Vietnam Veterans Memorial

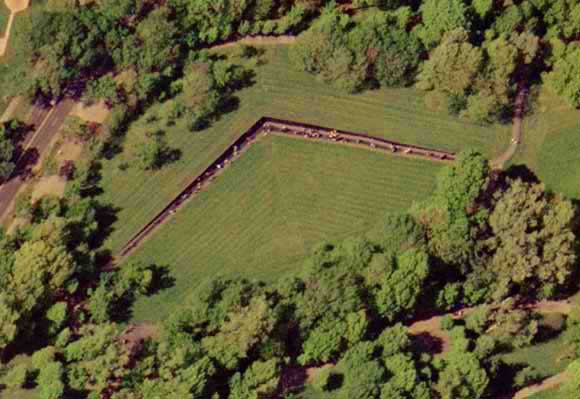
Flygfotografi över Vietnam Veterans Memorial.

Vietnam Veterans Memorial är ett nationalmonument i Washington, D.C. Det invigdes 1982 för att hedra de stupade och saknade amerikanska soldaterna i Vietnamkriget. I maj 2015 hade monumentet 58 307 namn, varav åtta kvinnor. En diamant vid namnet indikerar att personen stupade i strid, medan ett kors visar att personen saknas.
Vietnam Veterans Memorial består av tre delar: Three Servicemen Memorial, Vietnam Women's Memorial och Vietnam Veterans Memorial Wall. Det sistnämnda, som är det mest kända, är beläget i Constitution Gardens bredvid National Mall, nordost om Lincoln Memorial. "The Wall" har omkring 3 miljoner besökare om året. Hela monumentkomplexet ingår i National Register of Historic Places.
Monumentet skapades av Maya Lin efter att som arkitektstuderande ha vunnit en öppen tävling med 1.421 inlämnade förslag.

## Att läsa vidare
- Robert W. Doubek: Creating the Vietnam Veterans Memorial – The Inside Story, Mc Farland 2016